# Ľubotice
Ľubotice (em húngaro: Kellemes) é um município da Eslováquia, situado no distrito de Prešov, na região de Prešov. Tem 8,32 km² de área e sua população em 2018 foi estimada em 3.480 habitantes.

## Demografia
| Ano:        | 1994 | 2004    | 2014    | 2024    |
| ----------- | ---- | ------- | ------- | ------- |
| Broj ljudi: | 2225 | 2783    | 3200    | 4103    |
| Razlika:    |      | +25,07% | +14,98% | +28,21% |

| Ano:               | 2023 | 2024   |
| ------------------ | ---- | ------ |
| Número de pessoas: | 3974 | 4103   |
| Diferença:         |      | +3,24% |